# Yulduz Hashimi
Yulduz Hashimi (in pashtu یلدوز هاشمي‎; Maīmanah, 8 luglio 2000) è una ciclista su strada afghana che corre per il WCC Team; ha partecipato ai Giochi olimpici di Parigi 2024 nella cronometro e nella corsa in linea.

## Carriera
Cresciuta nella provincia di Faryab al confine con il Turkmenistan, Yulduz inizia ad andare in bicicletta nel 2017 a 17 anni, insieme alla sorella minore Fariba, prendendo parte a una gara locale vestita da uomo e iscritta sotto falso nome. Le sorelle continuano a gareggiare vestite da ragazzi finché non vengono scoperte. Ottenuto il parere favorevole della famiglia, continuano a essere osteggiate dalla popolazione locale in quanto "andare in bicicletta non è adatto alle ragazze e ci hanno accusato di incoraggiare donne e ragazze a compiere attività immorali".
Con l'avvento dei talebani in Afghanistan nel 2021, Fariba e Yulduz, grazie all'aiuto di Alessandra Cappellotto, fuggono dal paese natale e sono accolte nel nord Italia. Nel 2022 è stagista del team bergamasco Valcar-Travel & Service, con il quale giunge seconda al campionato nazionale afghano, dietro la sorella, in una gara svoltasi a Aigle in Svizzera. Nel 2023 è tesserata per il team Israel Premier Tech Roland Development, nel 2024 con il WCC Team, la formazione del Centre Mondial du Cyclisme di Aigle.
Nel luglio 2024 grazie a un accordo tra l'UCI e il Comitato Olimpico afghano, Fariba e Yulduz vengono selezionate per partecipare ai Giochi olimpici di Parigi; Yulduz conclude 26ª nella cronometro e si ritira nella corsa in linea. È poi portabandiera nella cerimonia di chiusura assieme al velocista Sha Mahmood Noor Zahi.

## Piazzamenti

### Competizioni mondiali
- Campionati del mondo su strada

Glasgow 2023 - corsa in linea: ritirata
Glasgow 2023 - staffetta mista: 18ª
Zurigo 2024 - corsa in linea: ritirata
Zurigo 2024 - cronometro: 49ª
Zurigo 2024 - staffetta mista: 19ª
- Giochi olimpici

Parigi 2024 - Corsa in linea: ritirata
Parigi 2024 - Cronometro: 26ª
- Campionati del mondo gravel

Veneto 2022 - corsa elite: 39ª 

### Competizioni continentali
- Campionati asiatici su strada

Rayong 2023 - Corsa in linea: ritirata
Almaty 2024 - Corsa in linea: 58ª
Almaty 2024 - Cronometro: 12ª
- Giochi asiatici

Hangzhou 2023 - Corsa in linea: 28ª
Hangzhou 2023 - Cronometro: 10ª